# スカイ・ファイター
『スカイ・ファイター』（原題：Reptisaurus）は、アメリカ合衆国の映画作品。

## キャスト
| 役名                 | 俳優                       | 日本語吹替 |
| -------------------- | -------------------------- | ---------- |
| モーガンスタイン将軍 | ギル・ジェラード           | 有本欽隆   |
| ドーソン少佐         | バーナード・フレデリックス | 楠大典     |
| ジェイソン           | マイケル・ガルベス         | 庄司将之   |
| ヘイスティングス     | エリック・フィッシャー     | 一馬芳和   |
| ライアン             | ジェラルド・ウェブ         | 佐藤美一   |
| ケイリー             | キャロライン・アトウッド   | 東條加那子 |
| アン・カー博士       | ヤーライラ・ラブ           | 清和祐子   |
| スティーブン博士     | フランク・フォーブス       | 青山穣     |

- その他の声の吹き替え：五味真由子／新田英人／黒澤剛史／片岡亮子